# Else Rosenfeld
Else Rosenfeld (auch: Else Rachel Behrend-Rosenfeld und Rahel Behrend sowie Elisabeth Behrend Rosenfeld, geboren als Elsbeth Rahel Charlotte Behrend am 1. Mai 1891 in Berlin; gestorben 2. März 1970 in Birmingham) war eine deutsche Sozialarbeiterin und Schriftstellerin.

## Leben

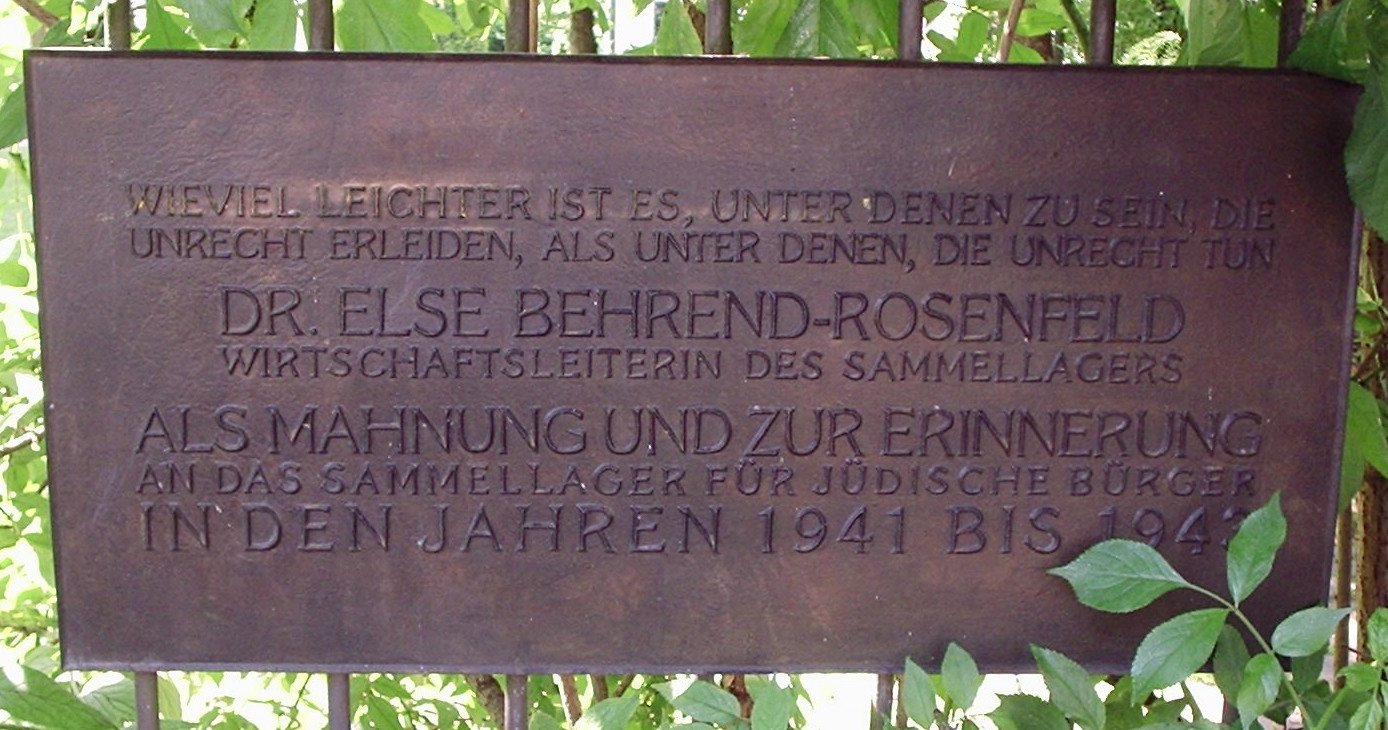
Gedenktafel für Else Behrend-Rosenfeld in München-Berg am Laim

Else Behrends Vater war Arzt. Sie besuchte das Henriette-Luise-Gymnasium und absolvierte eine Ausbildung als Kindergärtnerin. Sie studierte dann Geschichte, Philosophie und Pädagogik und wurde 1918 in Jena promoviert. Sie wurde Mitglied in der SPD. Von 1928 bis 1933 war sie Fürsorgerin in einem Berliner Frauengefängnis. Nach der Machtergreifung der Nationalsozialisten 1933 wurde sie wegen ihrer jüdischen Herkunft entlassen. Von 1938 bis 1942 war sie Sozialarbeiterin in der Jüdischen Gemeinde in München.
Im Unterschied zu ihrem Ehemann, dem Juristen und bis 1933 sozialdemokratischem Abgeordneten des preußischen Landtags Siegfried Rosenfeld hatte sie nicht mehr auswandern können. Ab 1942 lebte sie als Jüdin versteckt; von Mai 1943 bis April 1944 kam sie bei der Familie des Journalisten und späteren Mitbegründers der Süddeutschen Zeitung, Edmund Goldschagg, in Freiburg im Breisgau unter und flüchtete im April 1944 in die Schweiz. Später ging sie zu ihrem Mann nach England.
1946 übte sie eine Vortrags- und Lehrtätigkeit in deutschen Kriegsgefangenenlagern in England aus. 1952 kehrte sie nach Deutschland zurück, wo sie als Fürsorgerin in bayerischen Gefängnissen, Gefangenen- und Entlassungslagern tätig war. In dieser Zeit wohnte sie in Icking.
Im Alter von 70 Jahren kehrte sie nach England zurück.

## Werke
- Rahel Behrend: Verfemt und verfolgt. Erlebnisse einer Jüdin in Nazi-Deutschland 1933-1944, Büchergilde Gutenberg, Zürich 1945 (spätere Auflagen auch unter dem Titel Ich stand nicht allein)
- mit Gertrud Luckner (Hrsg.): Lebenszeichen aus Piaski. Briefe Deportierter aus dem Distrikt Lublin 1940-1943. München : Biederstein, 1967
- Else Behrend-Rosenfeld und Siegfried Rosenfeld: Leben in zwei Welten. Tagebücher eines jüdischen Paares in Deutschland und im Exil. Herausgegeben und kommentiert von Erich Kasberger und Marita Krauss, Volk-Verlag, München 2011, ISBN 978-3-937200-98-9

## Würdigungen
In München erinnert an Else Rosenfeld eine Gedenktafel an der Clemens-August-Straße, wo sie von 1941 bis 1942 Wirtschaftsleiterin des von den Nationalsozialisten eingerichteten Sammellagers Berg am Laim war. Nach ihr benannt ist auch die Else-Rosenfeld-Straße im selben Stadtteil. Auch in ihrem zeitweiligen Wohnort Icking existiert ein Else-Rosenfeld-Weg.